# باغ درة سي
باغ درة سي هي قرية في مقاطعة ميانة، إيران. عدد سكان هذه القرية هو 47 في سنة 2006.